# Ilbeshausen-Hochwaldhausen
Ilbeshausen-Hochwaldhausen ist ein Ortsteil der Gemeinde Grebenhain im mittelhessischen Vogelsbergkreis. Er besteht aus dem historischen Dorf Ilbeshausen und der in dessen Gemarkung liegenden und erst im frühen 20. Jahrhundert entstandenen weitläufigen Siedlung Hochwaldhausen. Der Ortsteil Ilbeshausen-Hochwaldhausen ist mit etwa 1050 Einwohnern der einwohnerstärkste Ortsteil der Gemeinde.

## Geografie

### Lage
Ilbeshausen-Hochwaldhausen liegt zentral im Vogelsberg, in der Nähe der höchsten Erhebungen Taufstein und Hoherodskopf, im Gebiet des Oberwalds. Unmittelbar westlich von Hochwaldhausen beginnt ein großes Waldgebiet. Die Altefeld, hier auch Schwarzer Fluss oder Schwarzbach genannt, entspringt im Westen und durchfließt beide Orte.

### Nachbargemeinden
Grebenhain, Sitz der Gemeindeverwaltung, liegt etwa 4 km südlich; die Kreisstadt Lauterbach befindet sich 17 km nordöstlich, Schotten
17 km westlich, Fulda 33 km östlich.

## Geschichte

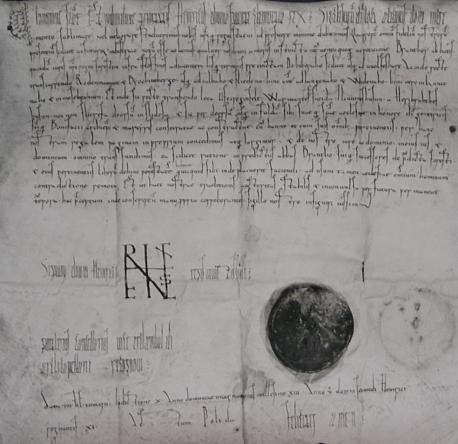
Ersterwähnungsurkunde vom 29. Dezember 1012

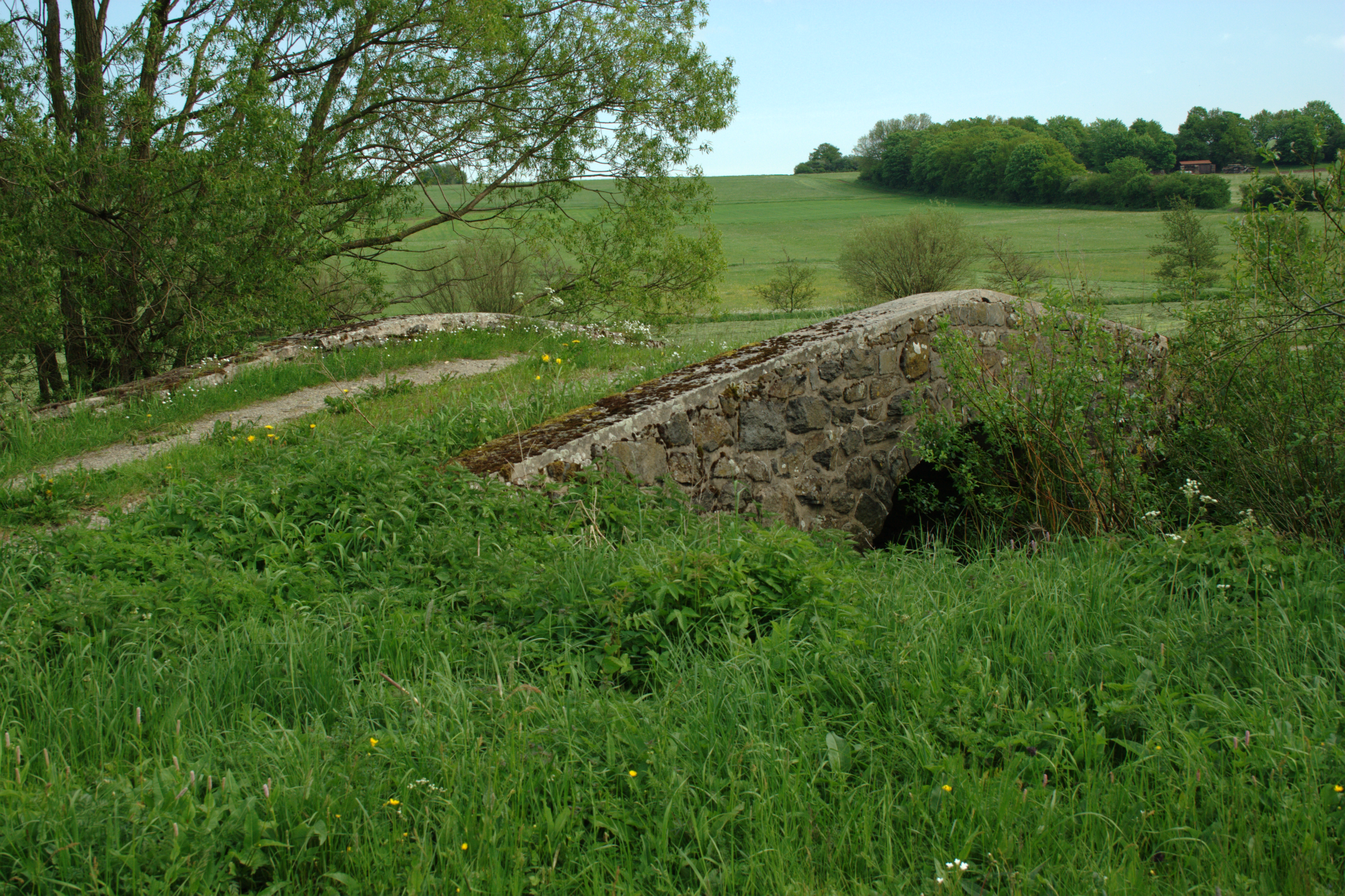
Disseler Brücke

Die Besiedlung des Gebietes um Ilbeshausen begann zwischen dem 7. und 9. Jahrhundert. Dort, wo heute die Disseler Brücke unterhalb Ilbeshausens steht, soll einer älteren Interpretation des Bonifatiusweges zufolge im Jahre 754 der Leichenzug des ermordeten Bonifatius auf dem Weg von Mainz nach Fulda vorbeigeführt haben. Über diese Brücke verlief von Steinau an der Straße über Herbstein nach Nordhessen die Weinstraße, eine zur damaligen Zeit bedeutende Querverbindung von Mainfranken nach Norddeutschland.
Die älteste bekannte Erwähnung erfolgte in einer Urkunde vom 29. Dezember 1012, in der König Heinrich II. der Abtei Fulda den Forst Zundernhart schenkt. Neben Iliuuineshusun (Ilbeshausen) werden in dieser Schenkungsurkunde unter anderem ufe Creginfelt (Crainfeld), Warmuntessneida (Bermuthshain), Widenaho (Weidenau) und Calbaho (Kalbach) als Grenzpunkte des geschenkten Gebietes genannt.
Bis zum September 1376 wechselten mehrfach die Besitzer der Siedlung. Dann kaufte Landgraf Hermann II. von Hessen den Ort. Seitdem ist Ilbeshausen hessisch. Gemeinsam mit Crainfeld, Grebenhain und Bermuthshain gehörte es zum Gericht Crainfeld, das bis 1821 bestand.
Die Statistisch-topographisch-historische Beschreibung des Großherzogthums Hessen berichtet 1830 über Ilbeshausen:

„Ilbeshausen (L. Bez. Lauterbach) evangel. Pfarrdorf; liegt im Vogelsberg an der Altfell und 3 St. von Lauterbach. Dieser Ort, der unmittelbar landesfürstlich ist, hat 148 Häuser, 845 evangelische Einwohner, so wie 8 Mühlen. Die Einwohner treiben die Leineweberei sehr stark, und beschäftigen sich mit dem Garn- und Leinwandhandel, so wie mit dem Mästen von Rindvieh, und dessen Verkauf. In der Nähe des Dorfs lag der Ort Arnsburg. – Ilbeshausen kommt im Jahr 1013 unter dem Namen Iliuvineshusen vor, und 1441 erhielt Hermann Riedesel denselben, nebst andern, von der Abtei Fuld, zur Besserung seiner Lehen.“

Hochwaldhausen wurde im Jahr 1903 von Jean Berlit zunächst als Kurort zur Nachkur von Patienten aus Bad Salzschlirf gegründet. Ebenfalls auf Veranlassung von Jean Berlit erfolgte 1928 der Bau eines großen Genesungsheims der AOK Kassel. Seit 1990 beherbergt der erweiterte Gebäudekomplex die Vogelsbergklinik, eine Fachklinik für Psychotherapie und Psychosomatik.
1956 wurde der damals noch selbstständigen Gemeinde Ilbeshausen vom Land Hessen das Prädikat Luftkurort verliehen, das sie bis heute führen darf.
Von 1912 bis 1929 waren nacheinander zwei bedeutende Reformschulen, die Dürerschule und die Bergschule, in Hochwaldhausen ansässig. 1922 gehörten für kurze Zeit Klaus und Erika Mann zu den Schülern der Bergschule.

### Gebietsreform
Im Zuge der Gebietsreform in Hessen fusionierte die Gemeinde Ilbeshausen mit zehn benachbarten Gemeinden freiwillig zum 31. Dezember 1971 zur neugebildeten Großgemeinde Grebenhain. Seit dem 1. August 1972 gehört der Ort außerdem zum damals neugebildeten Vogelsbergkreis.
Für die eingegliederten Gemeinden von Grebenhain wurden je ein Ortsbezirk mit Ortsbeirat und Ortsvorsteher nach der Hessischen Gemeindeordnung gebildet.

### Territorialgeschichte und Verwaltung
Die folgende Liste zeigt im Überblick die Territorien, in denen Ilbeshausen lag, bzw. die Verwaltungseinheiten, denen es unterstand:
- Vor 1450: Heiliges Römisches Reich, Grafschaft Ziegenhain, Amt Nidda, Gericht Crainfeld
- 1450–1495: Erbstreit zwischen der Landgrafschaft Hessen und den Grafen von Hohenlohe
- ab 1450: Heiliges Römisches Reich, Landgrafschaft Hessen, Amt Nidda, Gericht Crainfeld[11]
- ab 1567: Heiliges Römisches Reich, Landgrafschaft Hessen-Marburg, Gericht Crainfeld[12]
- 1604–1648: Heiliges Römisches Reich, strittig zwischen Landgrafschaft Hessen-Darmstadt und Landgrafschaft Hessen-Kassel (Hessenkrieg)
- ab 1604: Heiliges Römisches Reich, Landgrafschaft Hessen-Darmstadt, Amt Nidda, Gericht Crainfeld[13]
- 1787: Heiliges Römisches Reich, Landgrafschaft Hessen-Darmstadt, Oberfürstentum Hessen,  Amt Nidda und Lißberg, Gericht Crainfeld[14]
- ab 1806: Großherzogtum Hessen, Oberfürstentum Hessen, Amt und (seit 1803) Gericht Lißberg[15][16]
- ab 1815: Großherzogtum Hessen, Provinz Oberhessen, Amt Lißberg
- 1820: Großherzogtum Hessen, Provinz Oberhessen, Dominalamt Herbstein
- ab 1821: Großherzogtum Hessen, Provinz Oberhessen, Landratsbezirk Herbstein (Trennung zwischen Justiz (Landgericht Altenschlirf) und Verwaltung)[17]
- ab 1825: Großherzogtum Hessen, Provinz Oberhessen, Landratsbezirk Lauterbach (Amtssitzverlegung)
- ab 1848: Großherzogtum Hessen, Regierungsbezirk Alsfeld
- ab 1852: Großherzogtum Hessen, Provinz Oberhessen, Kreis Lauterbach
- ab 1866: Norddeutscher Bund, Großherzogtum Hessen, Provinz Oberhessen, Kreis Lauterbach
- ab 1871: Deutsches Reich, Großherzogtum Hessen, Provinz Oberhessen, Kreis Lauterbach
- ab 1918: Deutsches Reich, Volksstaat Hessen, Provinz Oberhessen, Kreis Lauterbach
- ab 1945: Deutsches Reich, Amerikanische Besatzungszone, Groß-Hessen, Regierungsbezirk Darmstadt, Kreis Lauterbach
- ab 1946: Deutsches Reich, Amerikanische Besatzungszone, Hessen, Regierungsbezirk Darmstadt, Kreis Lauterbach
- ab 1949: Bundesrepublik Deutschland, Hessen (seit 1946), Regierungsbezirk Darmstadt, Kreis Lauterbach
- ab 1972: Bundesrepublik Deutschland, Hessen, Regierungsbezirk Darmstadt, Gemeinde Grebenhain, Vogelsbergkreis
- ab 1981: Bundesrepublik Deutschland, Hessen, Regierungsbezirk Gießen, Vogelsbergkreis

### Gerichte seit 1803
In der Landgrafschaft Hessen-Darmstadt wurde mit Ausführungsverordnung vom 9. Dezember 1803 das Gerichtswesen neu organisiert. Für die Provinz Oberhessen wurde das Hofgericht Gießen als Gericht der zweiten Instanz eingerichtet. Die Rechtsprechung der ersten Instanz wurde durch die Ämter bzw. Standesherren vorgenommen und somit war für Ilbeshausen das Amt Lißberg zuständig.
Das Hofgericht war für normale bürgerliche Streitsachen Gericht der zweiten Instanz, für standesherrliche Familienrechtssachen und Kriminalfälle die erste Instanz. Die zweite Instanz für die Patrimonialgerichte waren die standesherrlichen Justizkanzleien. Übergeordnet war das Oberappellationsgericht Darmstadt.
Mit der Gründung des Großherzogtums Hessen 1806 wurde diese Funktion beibehalten, während die Aufgaben der ersten Instanz 1821–1822 im Rahmen der Trennung von Rechtsprechung und Verwaltung auf die neu geschaffenen Land- bzw. Stadtgerichte übergingen. Ilbeshausen viel in den Gerichtsbezirk des „Landgerichts Altenschlirf“. Im Zuge der 1853 durchgeführten Neuordnung der Gerichtsbezirke in der Provinz Oberhessen sollte der Sitz des Landgerichts von Altenschlirf nach Herbstein verlegt.
Anlässlich der Einführung des Gerichtsverfassungsgesetzes mit Wirkung vom 1. Oktober 1879, infolge derer die bisherigen großherzoglich hessischen Landgerichte durch Amtsgerichte an gleicher Stelle ersetzt wurden, während die neu geschaffenen Landgerichte nun als Obergerichte fungierten, kam es zur Umbenennung in „Amtsgericht Herbstein“ und Zuteilung zum Bezirk des Landgerichts Gießen.
Am 1. Juli 1957 verlor das Amtsgericht Herbstein seine Selbständigkeit und wurde endgültig – nachdem es dies schon zu Ende des Zweiten Weltkrieges war – zur Zweigstelle des Amtsgerichts Lauterbach.
Am 1. Juli 1968 wurde auch diese Zweigstelle aufgehoben.
Am 1. Januar 2005 wurde das Amtsgericht Lauterbach als Vollgericht aufgehoben und zur Zweigstelle des Amtsgerichts Alsfeld.
Zum 1. Januar 2012 wurde auch diese Zweigstelle geschlossen.
Die übergeordneten Instanzen sind jetzt das Landgericht Gießen, das Oberlandesgericht Frankfurt am Main sowie der Bundesgerichtshof als letzte Instanz.

### Einwohnerentwicklung
| • 1791: | 794 Einwohner                       |
| • 1800: | 817 Einwohner                       |
| • 1806: | 794 Einwohner, 147 Häuser           |
| • 1829: | 845 Einwohner, 148 Häuser           |
| • 1867: | 745 Einwohner, 128 bewohnte Gebäude |
| • 1875: | 698 Einwohner, 127 bewohnte Gebäude |

| Ilbeshausen-Hochwaldhausen: Einwohnerzahlen von 1791 bis 2020 | Ilbeshausen-Hochwaldhausen: Einwohnerzahlen von 1791 bis 2020 | Ilbeshausen-Hochwaldhausen: Einwohnerzahlen von 1791 bis 2020 | Ilbeshausen-Hochwaldhausen: Einwohnerzahlen von 1791 bis 2020 | Ilbeshausen-Hochwaldhausen: Einwohnerzahlen von 1791 bis 2020 |
| --- | ------------------------------------------------------------- | ------------------------------------------------------------- | ------------------------------------------------------------- | ------------------------------------------------------------- |
| Jahr |                                                               |                                                               |                                                               | Einwohner                                                     |
| 1791 | 1791                                                          |                                                               | 794                                                           | 794                                                           |
| 1800 | 1800                                                          |                                                               | 817                                                           | 817                                                           |
| 1806 | 1806                                                          |                                                               | 794                                                           | 794                                                           |
| 1829 | 1829                                                          |                                                               | 845                                                           | 845                                                           |
| 1834 | 1834                                                          |                                                               | 811                                                           | 811                                                           |
| 1840 | 1840                                                          |                                                               | 757                                                           | 757                                                           |
| 1846 | 1846                                                          |                                                               | 750                                                           | 750                                                           |
| 1852 | 1852                                                          |                                                               | 754                                                           | 754                                                           |
| 1858 | 1858                                                          |                                                               | 766                                                           | 766                                                           |
| 1864 | 1864                                                          |                                                               | 774                                                           | 774                                                           |
| 1871 | 1871                                                          |                                                               | 733                                                           | 733                                                           |
| 1875 | 1875                                                          |                                                               | 698                                                           | 698                                                           |
| 1885 | 1885                                                          |                                                               | 658                                                           | 658                                                           |
| 1895 | 1895                                                          |                                                               | 638                                                           | 638                                                           |
| 1905 | 1905                                                          |                                                               | 713                                                           | 713                                                           |
| 1910 | 1910                                                          |                                                               | 720                                                           | 720                                                           |
| 1925 | 1925                                                          |                                                               | 807                                                           | 807                                                           |
| 1939 | 1939                                                          |                                                               | 806                                                           | 806                                                           |
| 1946 | 1946                                                          |                                                               | 1.263                                                         | 1.263                                                         |
| 1950 | 1950                                                          |                                                               | 1.376                                                         | 1.376                                                         |
| 1956 | 1956                                                          |                                                               | 976                                                           | 976                                                           |
| 1961 | 1961                                                          |                                                               | 989                                                           | 989                                                           |
| 1967 | 1967                                                          |                                                               | 984                                                           | 984                                                           |
| 1970 | 1970                                                          |                                                               | 937                                                           | 937                                                           |
| 1980 | 1980                                                          |                                                               | ?                                                             | ?                                                             |
| 1990 | 1990                                                          |                                                               | ?                                                             | ?                                                             |
| 2000 | 2000                                                          |                                                               | ?                                                             | ?                                                             |
| 2011 | 2011                                                          |                                                               | 1.113                                                         | 1.113                                                         |
| 2015 | 2015                                                          |                                                               | 1.054                                                         | 1.054                                                         |
| 2020 | 2020                                                          |                                                               | 1.057                                                         | 1.057                                                         |
| Datenquelle: Historisches Gemeindeverzeichnis für Hessen: Die Bevölkerung der Gemeinden 1834 bis 1967. Wiesbaden: Hessisches Statistisches Landesamt, 1968. Weitere Quellen: nach 1970 Gemeinde Grebenhain; Zensus 2011 |                                                               |                                                               |                                                               |                                                               |

## Politik

### Bürgermeister (1821–1971)
- 1821 – 1837: Heinrich Ochs (* 1777, † 12. Februar 1837)
- 1837 – 1862 (1837 bis 1850 kommissarisch): Johannes Ganß I. (* 1816, † 24. Februar 1900)
- 1862 – 1887: Heinrich Ochs 3. (* 28. Januar 1814, † 12. Juli 1887)
- 1887 – 1920: Heinrich Löffler 41. (* 9. Januar 1838, † 19. Februar 1920)
- 1920 – 1934: Heinrich Ochs 4. (* 14. April 1870, † 11. Dezember 1947)
- 1934 – 1945: Otto Gutermuth 2. (* 31. Mai 1896, † 26. Februar 1956)
- April 1945 – 28. Juni 1945 (kommissarisch): Friedrich Bloß 1. (* 28. September 1890, † 24. August 1957)
- 1945 – 1968 (28. Juni 1945 bis März 1946 kommissarisch): Johannes Ochs (* 11. November 1900, † 30. September 1988)
- 1968 – 1971: Kurt Süßenberger (* 2. April 1941, † 2002)

### Ortsvorsteher (ab 1972)
- 1972 – 1977: Albert Appel
- 1977 – 1981: Wolfgang Rupp
- 1981 – 1993: Rudolf Schäfer
- 1993 – 30. April 2013: Klaus Löffler
- Seit 21. Mai 2013: Andreas Löffler[2]

### Wappen
Blasonierung: „Im silbernen Schild mit rotem Schildbord das schwarze Balkenbild des sogenannten 'Wilden Mannes'.“
Das Recht zur Führung eines Wappens wurde der Gemeinde Ilbeshausen im damaligen Landkreis Lauterbach am 18. April 1952 durch den Hessischen Innenminister verliehen.
Gestaltet wurde es durch den Darmstädter Heraldiker Georg Massoth.
Es zeigt die stilisierte Nachbildung des  Wilden Mannes, einer auch an der bekannten Teufelsmühle verwendeten Fachwerkkonstruktion.
Nach der Gebietsreform war dieses Wappen zusammen mit Elementen der Wappen der Ortsteile Crainfeld und Herchenhain die Vorlage für das Wappen der Großgemeinde Grebenhain, deren Kerngemeinde bis dahin kein eigenes Wappen besaß.

## Kultur und Sehenswürdigkeiten

### Regelmäßige Veranstaltungen
Seit der Fertigstellung des kleinen Kurparkes im Jahr 1959 wurde zunächst jährlich zum Mittsommer das Lichterfest von den örtlichen Vereinen veranstaltet. Heute findet das Fest in den geraden Jahren im zweijährigen Turnus am letzten Wochenende im August statt. Das Dorf erstrahlt dann im Glanz tausender bunter Kerzen. Zu dieser Illumination kommt als weitere Attraktion ein Lichterzug hinzu. Angeführt von einer Musikkapelle ziehen Kinder mit bunten Lampions und die örtlichen Vereine mit Fackelträgern durch den gesamten Ort bis zum Festplatz am Kurpark.
Am 2. Advent findet seit dem Jahr 1995 ein Weihnachtsmarkt statt. Veranstaltungsort ist seit dem Jahr 2012 der Ortskern um Dorfgemeinschaftshaus und ev. Kirche. Davor wurde der Markt auf dem Parkplatz am Kurpark veranstaltet.

### Vereine
In Ilbeshausen-Hochwaldhausen findet ein reges Vereinsleben statt:
- Männergesangverein „Liederkranz“ (Gründung 18. Februar 1883)
- Turn- und Sportverein 1909 Ilbeshausen e. V. (Gründung 26. Mai 1909 als Turnverein, Neugründung 1946)
- Obst- und Gartenbauverein Ilbeshausen-Hochwaldhausen (Gründung 1927)
- Freiwillige Feuerwehr (Gründung 26. Mai 1934, vorher Pflichtfeuerwehr seit 1834)
- Naturschutzverein Ilbeshausen-Hochwaldhausen e. V. (Gründung 1965)
- Kirmesburschen (Gründung 1981, erste Kirmes 1982)
- Karnevalverein 2000 Ilbeshäuser Babbegei e. V. (Gründung 2000)
- Frauengemeinschaft
- VdK Ortsverband Ilbeshausen-Hochwaldhausen-Lanzenhain
- Forstbetriebsvereinigung Ilbeshausen
- Jagdgenossenschaft Ilbeshausen
- Vogelsberger Motorrad-Club (VMC)

Gemeinsame Projekte aller ortsansässigen Vereine unter Federführung des Ortsbeirates waren der Neubau von Dorfgemeinschaftshaus und Feuerwehrhaus (2001–2005) sowie der Friedhofshalle (2007).
Zehn Vereine und der Ortsbeirat sind seit dem 14. Juli 2009 offiziell in der Vereinsgemeinschaft (VGM) Ilbeshausen-Hochwaldhausen e. V. organisiert. Zweck der VGM ist die Förderung von Kultur und Brauchtum, speziell in Hinblick auf die 1000-Jahr-Feier des Ortes, die mit mehreren Veranstaltungen (u. a. einem Festwochenende am 26. und 27. Mai) im Jahr 2012 stattfand.

### Bauwerke

#### Teufelsmühle (Hansenmühle)
→ Hauptartikel: Teufelsmühle (Ilbeshausen)
Die Teufelsmühle, mundartlich auch Hansenmühle genannt, wird erstmals in einem Lehenbrief vom 4. Januar 1530 erwähnt. Darin wird eine Mühle von Theodor Riedesel als Lehen an einen Klaus Tuvel gegeben.
Im Jahr 1691 wurde die Mühle von dem Zimmermeister Hans Muth neu erbaut. Sie ist eines der bedeutendsten Fachwerkhäuser in Hessen. Von 1720 bis in die Gegenwart war das Gebäude im Besitz der Nachkommen des Erbauers. Einer örtlichen Sage nach soll die Mühle in einem Wettstreit zwischen dem Zimmermann und dem Teufel entstanden sein.

#### Evangelische Pfarrkirche
→ Hauptartikel Evangelische Kirche (Ilbeshausen)
Die evangelische Kirche in Ilbeshausen wurde 1765/66 als Steinkirche im Barock-Stil erbaut und beherbergte ursprünglich eine Orgel des Bimbacher Orgelbauers Jost Oestreich. Die Brüstungen der Emporen sind geschmückt von zahlreichen Bildern von Gottesmännern des Alten Testamentes und der zwölf Jünger. Über dem Haupteingang ist in der Mitte der Empore der Reformator Martin Luther dargestellt. An der Orgelempore sind Stationen des Lebens Jesu abgebildet; ein Teil der Abbildungen musste beim Aufstellen einer neuen größeren Orgel durch Hoforgelbauer Adam Eifert Nachfolger aus Stadtilm im Jahr 1898 entfernt werden.

## Wirtschaft und Infrastruktur

### Freizeit- und Sportanlagen
- Solarbeheiztes Freibad mit Beachvolleyballplatz (Einweihung 30. Juni 1963)
- Minigolf-Anlage
- Kurpark mit Kneippbecken, Spielplatz, Ententeich und Tiergehegen
- Durch den Ort verläuft der Vulkanradweg auf der Trasse der ehemaligen Oberwaldbahn. Inzwischen ist er Teil des BahnRadwegs Hessen, der auf ehemaligen Bahntrassen ca. 250 km durch den Vogelsberg und die Rhön führt.
- Umfangreiches Wanderwegenetz; Ilbeshausen ist Etappenort der Bonifatius-Route

### Verkehr
Durch Ilbeshausen-Hochwaldhausen führen die Landesstraßen 3140 (Richtung Lanzenhain) und 3168 (nach Grebenhain bzw. zur Bundesstraße 275). Dadurch sind auf direktem Weg insgesamt 11 Nachbarorte erreichbar: Lanzenhain, Herbstein, Altenschlirf, Grebenhain, Breungeshain, Rudingshain, Götzen, Altenhain, Feldkrücken, Ulrichstein, Rebgeshain.
Sowohl Ilbeshausen als auch Hochwaldhausen besitzen je eine Haltestelle für die Buslinie 391 (Gedern–Lauterbach) des RMV sowie zwei Linien des an Wochenenden im Sommer verkehrenden Freizeitbusses Vulkanexpress der Verkehrsgesellschaft Oberhessen (Schlitz–Hoherodskopf sowie Wächtersbach–Hoherodskopf).
Die Oberwaldbahn, an der der Bahnhof Ilbeshausen lag, ist stillgelegt. Heute läuft der Vulkanradweg über die frühere Bahntrasse von Stockheim nach Lauterbach. Er ist Teil des BahnRadweg Hessen, der auf ehemaligen Bahntrassen ca. 250 km durch den Vogelsberg und die Rhön führt.

## Persönlichkeiten
- Jean Berlit (1848–1937), Bäderunternehmer und Gründer von Hochwaldhausen
- Max Flesch (1852–1943), Mediziner und Kriminologe, lebte von 1933 bis zu seiner Ermordung im KZ Theresienstadt in Hochwaldhausen
- Heinrich Löffler (1879–1949), deutscher Politiker (SPD), MdR, geboren in Ilbeshausen
- Gottlob Binder (1885–1961), deutscher Politiker (SPD), lebte eine Zeitlang in Ilbeshausen
- Falko Löffler (* 1974), Schriftsteller, Fantasy-Autor und Computerspiel-Übersetzer, lebt in Ilbeshausen-Hochwaldhausen